# Jimmy Barnes
James Dixon Swan (Glasgow, 28 de abril de 1956), más conocido como Jimmy Barnes, es un cantante y compositor escocés nacionalizado australiano. Su carrera como solista y como líder de la banda Cold Chisel lo ha convertido en uno de los artistas con mayores ventas en Australia. La combinación de 14 álbumes con Cold Chisel que han ingresado en el Top 40 de las listas de éxitos, junto con 13 álbumes como solista consiguiendo igual logro, le da a Barnes el título de artista australiano con el mayor número de producciones en las listas de éxitos de ese país.
También ha sido objeto de memetización por su intervención vocal en la canción "Big Enough" de  Kirin J. Callinan.
Es reseñable destacar la efeméride acaecida tras la escritura de su libro, en el cual se lleva a cabo una narración de sus diferentes peripecias en la época más temprana de su vida. "Jimmy Barnes Working Class Boy".

## Discografía

### Solista
- Bodyswerve (1984)
- For the Working Class Man (1985)
- Freight Train Heart (1987)
- Barnestorming live (1988)
- Two Fires (1990)
- Soul Deep (1991)
- Heat (1993)
- Flesh and Wood (1993)
- Psyclone (1995)
- Love and Fear (1999)
- Soul Deeper... Songs From the Deep South (2000)
- Double Happiness (2005)
- Out in the Blue (2007)
- The Rhythm and the Blues (2009)
- Rage And Ruin (2010)
- 30:30 Hindsight (2014)
- Soul Searchin (2016)